# جورج كارفر (صحفي)
جورج كارفر (بالإنجليزية: George Carver)‏ هو صحفي أمريكي، ولد في 19 ديسمبر 1888 في سينسيناتي في الولايات المتحدة، وتوفي في 1 نوفمبر 1949 في بيتسبرغ في الولايات المتحدة.